# Korsberga församling, Skara stift
Korsberga församling var en församling i Skara stift och i Hjo kommun. Församlingen uppgick 2010 i Korsberga-Fridene församling.

## Administrativ historik
Församlingen har medeltida ursprung. 
Församlingen var länge annexförsamling i pastoratet Fröjered, Korsberga och Fridene för att från 1998 ingå i Hjo pastorat. Församlingen uppgick 2010 i Korsberga-Fridene församling.

## Organister
| Period    | Namn                | Levnadstid | Övrigt   |
| --------- | ------------------- | ---------- | -------- |
| 1855–1878 | Samuel Peter Blomén | 1824–1878  | Organist |

## Kyrkor
- Korsberga kyrka